# Catasticta
Catasticta är ett släkte av fjärilar. Catasticta ingår i familjen vitfjärilar.

## Bildgalleri

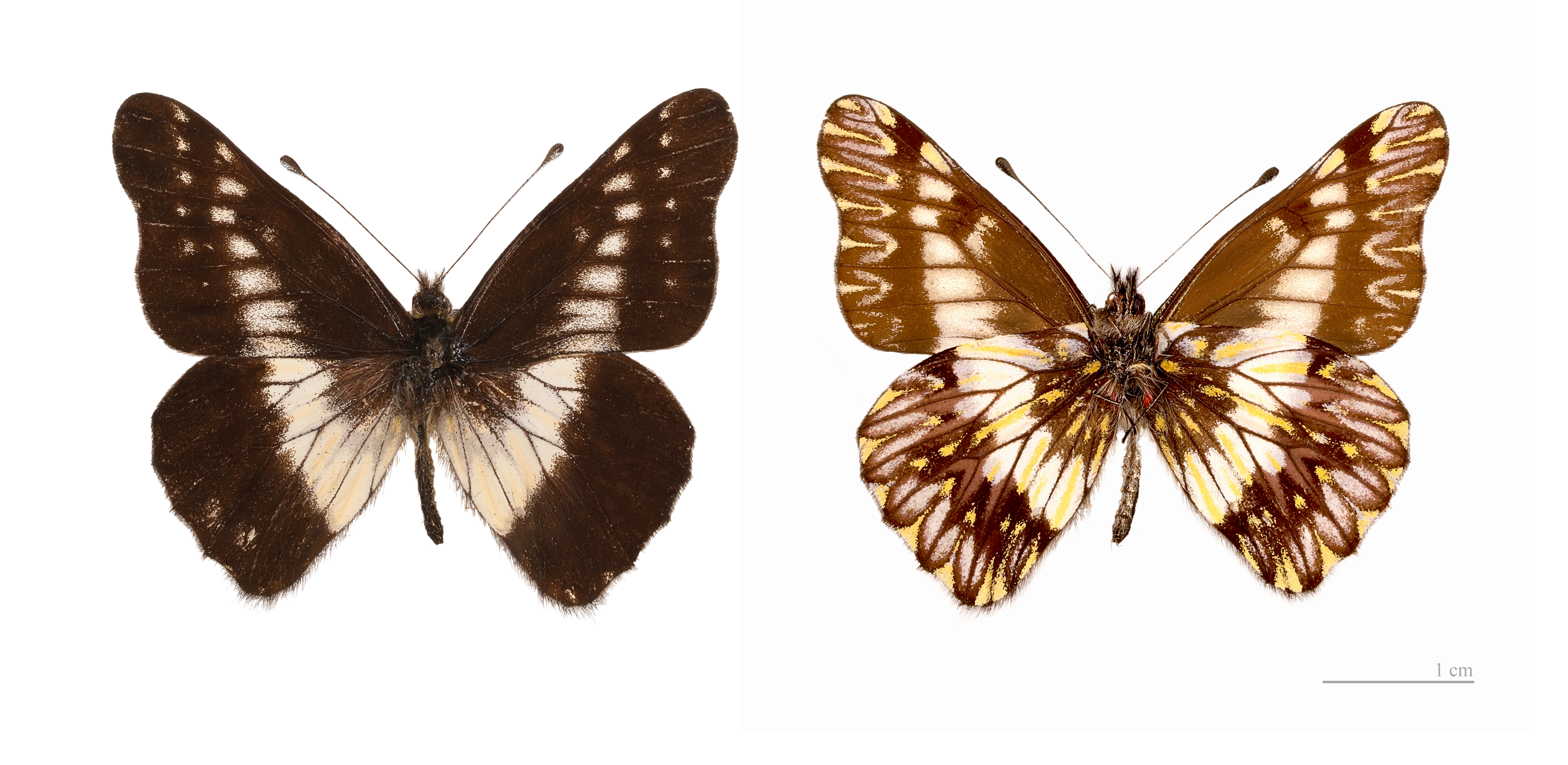

## Dottertaxa tillCatasticta, i alfabetisk ordning[1]
- Catasticta abiseo
- Catasticta affinis
- Catasticta albofasciata
- Catasticta amastris
- Catasticta anaitis
- Catasticta apaturina
- Catasticta arborardens
- Catasticta atahuallpa
- Catasticta aureomaculata
- Catasticta bithys
- Catasticta cerberus
- Catasticta chelidonis
- Catasticta chrysolopha
- Catasticta cinerea
- Catasticta colla
- Catasticta collina
- Catasticta cora
- Catasticta corcyra
- Catasticta ctemene
- Catasticta discalba
- Catasticta distincta
- Catasticta duida
- Catasticta eurigania
- Catasticta ferra
- Catasticta flisa
- Catasticta frontina
- Catasticta fulva
- Catasticta grisea
- Catasticta hebra
- Catasticta hegemon
- Catasticta huancabambensis
- Catasticta huebneri
- Catasticta incerta
- Catasticta lanceolata
- Catasticta leucophaea
- Catasticta lisa
- Catasticta ludovici
- Catasticta lycurgus
- Catasticta manco
- Catasticta marcapita
- Catasticta modesta
- Catasticta nimbata
- Catasticta nimbice
- Catasticta notha
- Catasticta paucartambo
- Catasticta pharnakia
- Catasticta philais
- Catasticta philodora
- Catasticta philone
- Catasticta philoscia
- Catasticta philothea
- Catasticta pieris
- Catasticta pinava
- Catasticta pluvius
- Catasticta potameoides
- Catasticta poujadei
- Catasticta prioneris
- Catasticta radiata
- Catasticta reducta
- Catasticta revancha
- Catasticta rileya
- Catasticta rosea
- Catasticta scaeva
- Catasticta scurra
- Catasticta seitzi
- Catasticta sella
- Catasticta semiramis
- Catasticta similis
- Catasticta sinapina
- Catasticta sisamnus
- Catasticta smithia
- Catasticta socorrensis
- Catasticta striata
- Catasticta suadela
- Catasticta suasa
- Catasticta superba
- Catasticta susiana
- Catasticta tamsa
- Catasticta teutamis
- Catasticta teutila
- Catasticta theresa
- Catasticta thomasorum
- Catasticta toca
- Catasticta tomyris
- Catasticta tricolor
- Catasticta troezene
- Catasticta truncata
- Catasticta uricoecheae
- Catasticta watkinsi
- Catasticta vilcabamba
- Catasticta vulnerata